# Oreodytes picturatus
Oreodytes picturatus är en skalbaggsart som först beskrevs av Horn 1883.  Oreodytes picturatus ingår i släktet Oreodytes och familjen dykare. Inga underarter finns listade i Catalogue of Life.